# Coryphantha durangensis
Coryphantha durangensis är en kaktusväxtart som först beskrevs av Runge och Karl Moritz Schumann, och fick sitt nu gällande namn av Nathaniel Lord Britton och Joseph Nelson Rose. Coryphantha durangensis ingår i släktet Coryphantha, och familjen kaktusväxter.

## Underarter
Arten delas in i följande underarter:
- C. d. cuencamensis
- C. d. durangensis

## Bildgalleri

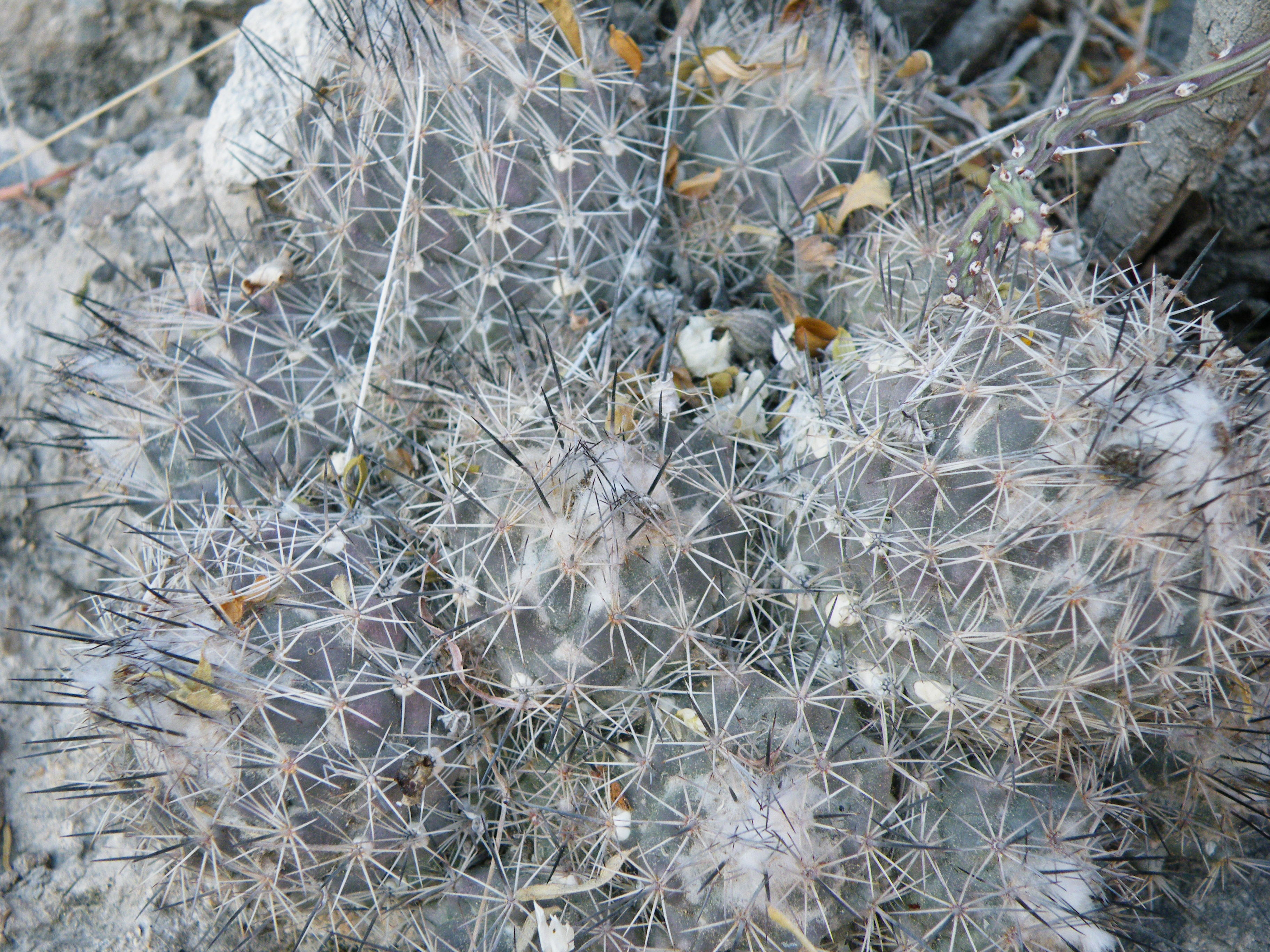